# رید سیتی (میشیگان)
رید سیتی، میشیگان (به انگلیسی: Reed City, Michigan) یک شهر در ایالات متحده آمریکا با جمعیت ۲٬۴۲۵ نفر است که در میشیگان واقع شده‌است.

## موقعیت جغرافیایی
موقعیت جغرافیایی شهرها و مناطق اطراف به شرح زیر است: